# Hirrius montanus
Hirrius montanus är en insektsart som beskrevs av Günther, K. 1937. Hirrius montanus ingår i släktet Hirrius och familjen torngräshoppor. Inga underarter finns listade i Catalogue of Life.